# Typhlocirolana moraguesi
Typhlocirolana moraguesi is een pissebed uit de familie Cirolanidae. De wetenschappelijke naam van de soort is voor het eerst geldig gepubliceerd in 1905 door Emil Racoviță (die in het Frans publiceerde als Emile G. Racovitza).
Deze blinde en transparante soort werd ontdekt in de Cuevas del Drach (drakengrotten) op Mallorca (Spanje), die een groot ondergronds meer bevatten. Racovitza maakte er de typesoort van het nieuwe geslacht Typhlocirolana van.